# Amselfall

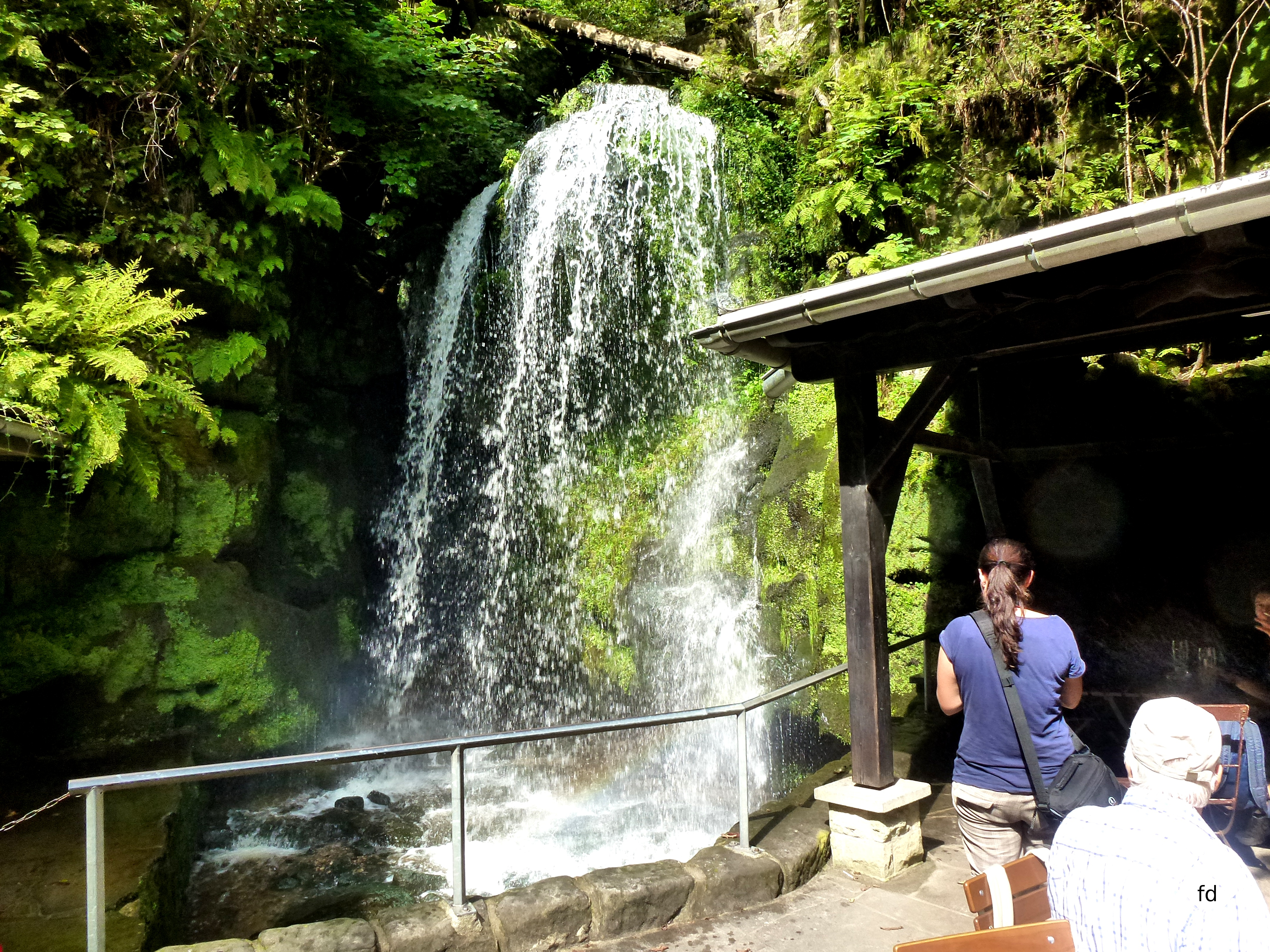
Der Amselfall (2012)

Der Amselfall ist ein Wasserfall in der Sächsischen Schweiz, der etwa 2 Kilometer nördlich von Rathen liegt.

## Natur
Der nordöstlich von Rathewalde entspringende Grünbach tritt unterhalb des Ortes in Elbsandstein ein und durchfließt diesen im klammartig verengten Amselgrund in mehreren Gefällestufen. Am Amselfall befindet sich die mit ca. 10 m Höhe größte Gefällestufe, an der sich der Bach über das Amselloch, eine Einsturzhöhle, ergießt. Die Decke dieser 15 m langen Höhle wird von Sandsteinblöcken gebildet, die von den Talwänden herabgestürzt sind. In der Schlucht und in der Höhle deuten Strudeltöpfe und Auskolkungen auf die Schmelzwässer, die in älteren Eiszeiten der Elbe zustürzten.
An den Felshängen im Umfeld des Amselfalls wuchs noch Anfang des 20. Jahrhunderts das in Deutschland seltene Gelbe Veilchen, dessen Vorkommen hier aber mittlerweile als erloschen gilt.

## Geschichte

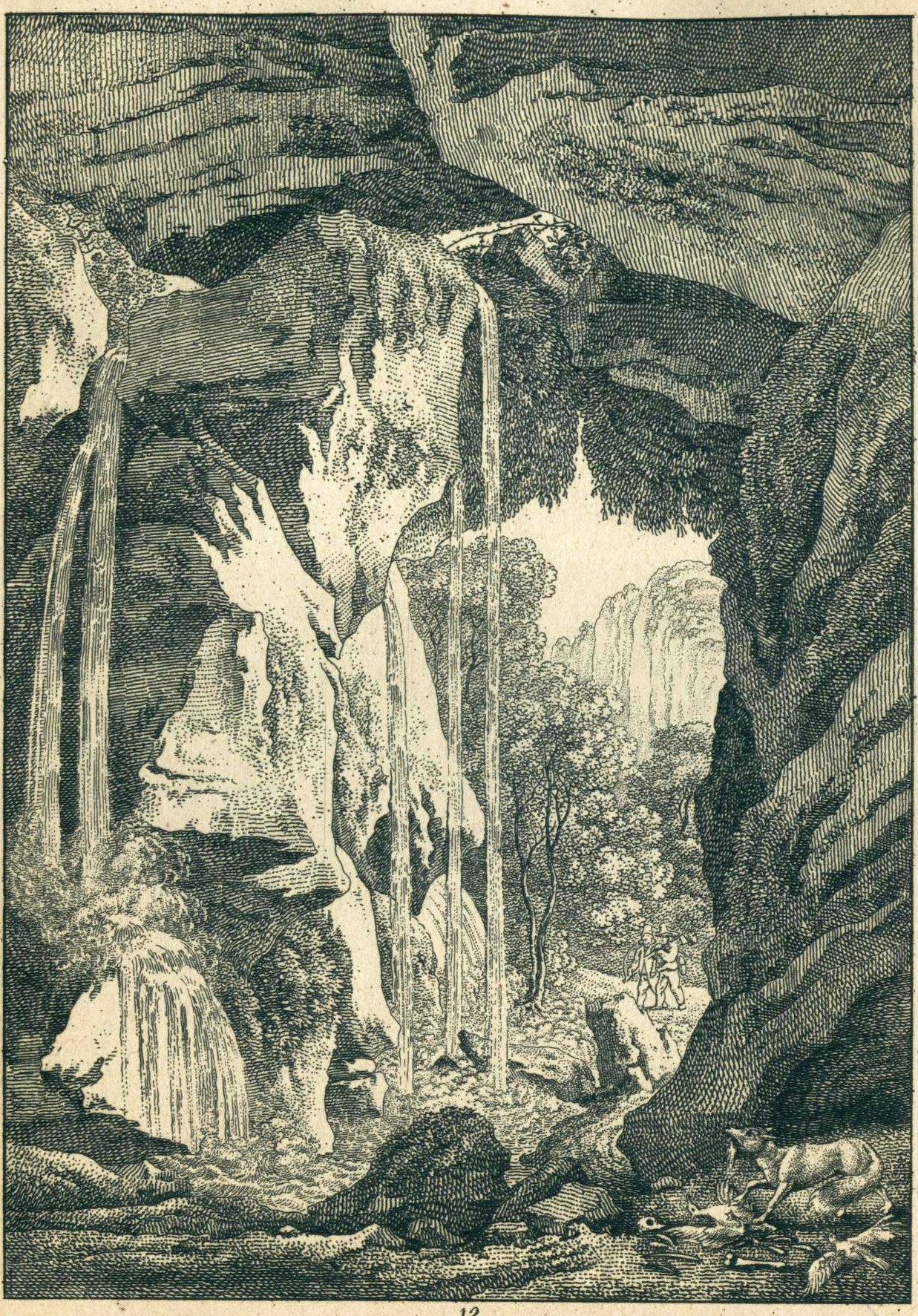
Der Amselfall, von Innen (um 1820)

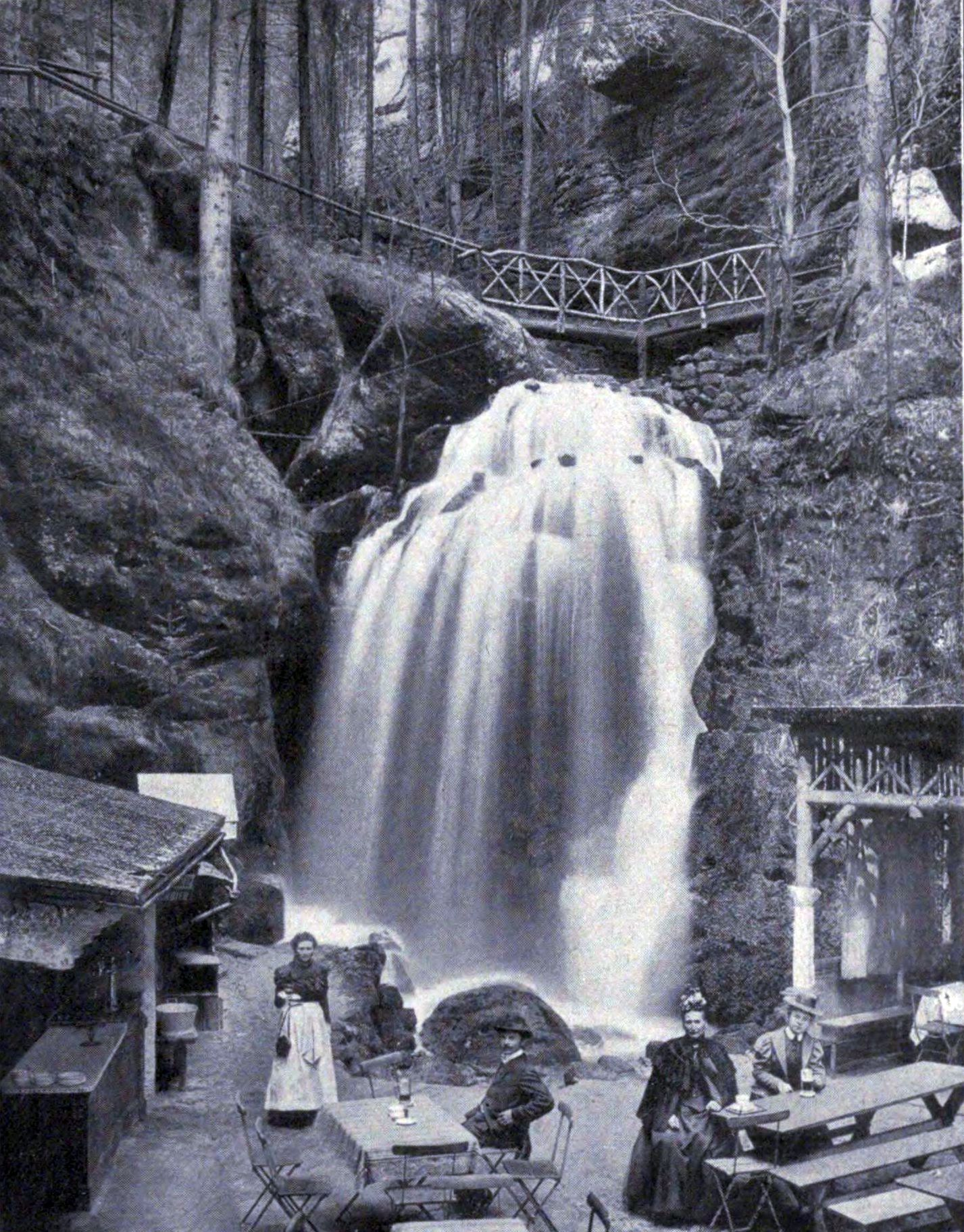
Amselfall um 1900

Der Wasserfall wurde bereits 1548 als „...das waßer [welches] vom Stein herab felleth...“ urkundlich erwähnt. Der Chronist Wilhelm Leberecht Götzinger beschrieb den Amselfall samt Höhle 1812 als „...Prachtansicht, welche hier die Natur gibt...“ Götzinger empfahl den frühen Gästen der Sächsischen Schweiz in wasserarmen Zeiten den Müller der oberhalb des Falls gelegenen Rathewalder Mühle mit einem Trinkgeld zum Entleeren des Mühlteiches zu bewegen, um den Wasserfall in voller Pracht zu erleben. Im Zuge der touristischen Erschließung der Sächsischen Schweiz wurde der Amselfall, ähnlich wie der Lichtenhainer Wasserfall, durch eine bedienbare kleine Wehrschütze für einen schwallartigen Abfluss hergerichtet, um die touristische Attraktivität zu erhöhen.
Bereits 1828 wurde einem Ehepaar aus Rathewalde gestattet, am Wasserfall Speisen und Getränke anzubieten. Dafür wurde der schon von Götzinger beschriebene Weg nach Rathewalde ausgebaut. Im Laufe der Zeit entstanden dazu auch bescheidene bauliche Anlagen in Form eines Unterstandes, kleiner Hütten und einer Veranda. Die Baulichkeiten wurden bei einem Wolkenbruch im Mai 1906 weitgehend zerstört. Daraufhin wurde das Gelände vor dem Wasserfall neu überbrückt und die staatliche Forstverwaltung errichtete 1910 die Amselfallbaude als Blockhaus. Ihr gegenüber wurde 1917 an der östlichen Talwand eine Verande errichtet, die 1927 noch um ein Stockwerk erweitert und zum festen Gebäude ausgebaut wurde.
Im Blockhaus wurde 1992 eine Informationsstelle des Nationalparks Sächsische Schweiz angesiedelt.
2019 mussten die Gebäude am Amselfall wegen der Gefahr von Felsstürzen schließen, nachdem bereits im Sommer 2017 Felsbrocken auf das Gelände gefallen waren. Im Umfeld wurden erste Felssicherungsmaßnahmen durchgeführt, so dass der am Amselfall vorbei führende Malerweg zwischen Rathen und Rathewalde begehbar bleibt. Ein Abschluss der Sicherungsarbeiten und eine Wiedereröffnung von Gaststätte und Nationalpark-Informationsstelle ist derzeit jedoch nicht absehbar (Stand Februar 2025).

## Trivia
- Aufgrund der leichten Erreichbarkeit zählte der Amselfall zu den frühzeitig dokumentierten Attraktionen in der Vorderen Sächsischen Schweiz. Er wurde u. a. 1794 von Adrian Zingg gezeichnet und 1857 von Hermann Krone fotografiert.
- Der Amselfall diente dem Schriftsteller Johann Friedrich Kind Anfang des 19. Jahrhunderts als Inspiration und Schauplatz für die Oper Der Freischütz von Carl Maria von Weber.
- Die Terrasse der Amselfallbaude sowie der Amselfall dienten im Herbst 1984 als Drehort zu einzelnen Szenen der Polizeiruf 110-Folge „Ein Schritt zu weit“ (Arbeitstitel: „Angst“) des DDR-Fernsehens. Beteiligte Schauspieler waren u. a. Herbert Köfer und Jürgen Frohriep. Weitere Szenen zu diesem Film entstanden u. a. in Niederrathen (auch auf der dortigen Felsenbühne), Hinterhermsdorf und Stolpen. Erstausstrahlung: 1. September 1985.

## Galerie

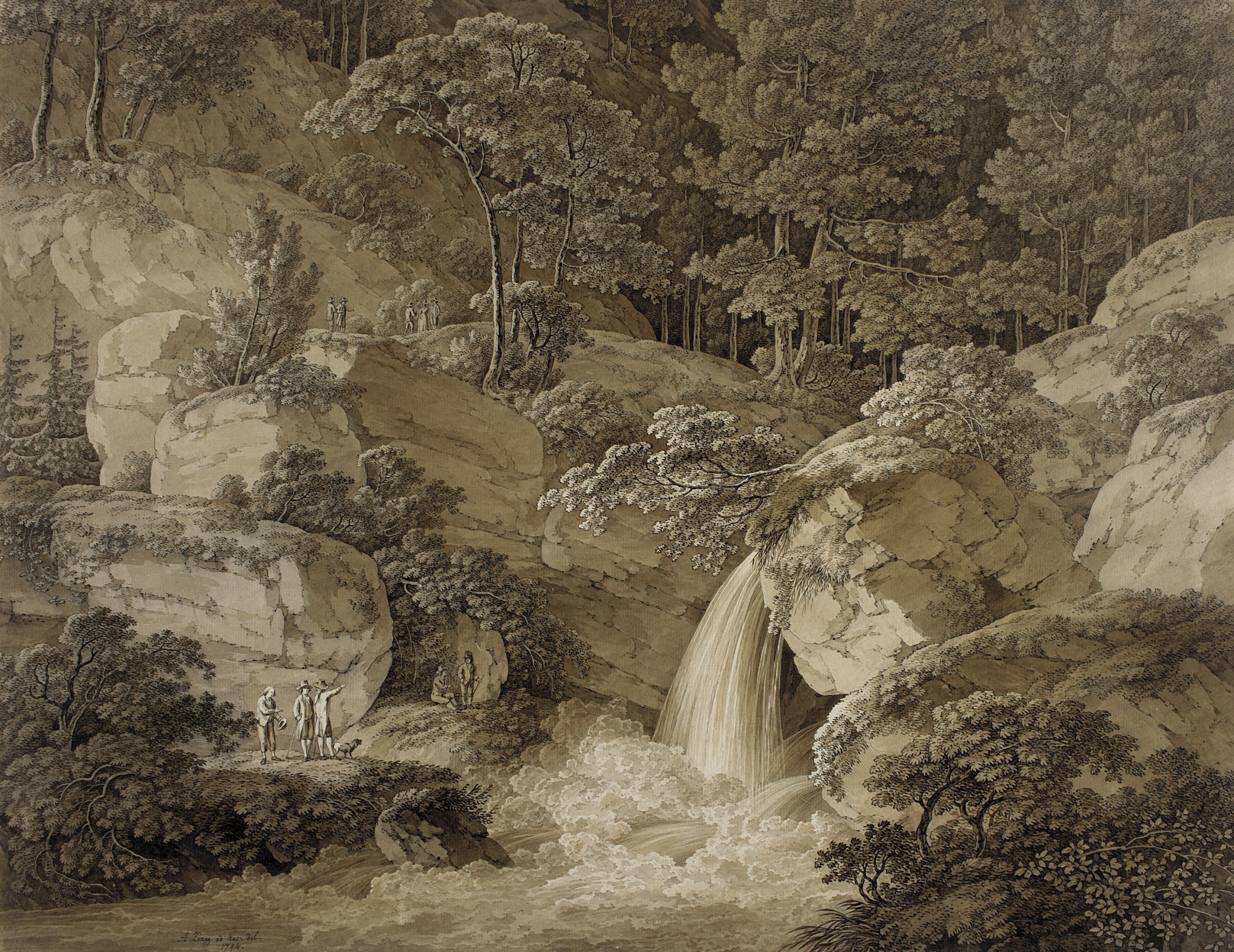
Zeichnung des Amselfalls von Adrian Zingg aus dem Jahr 1794
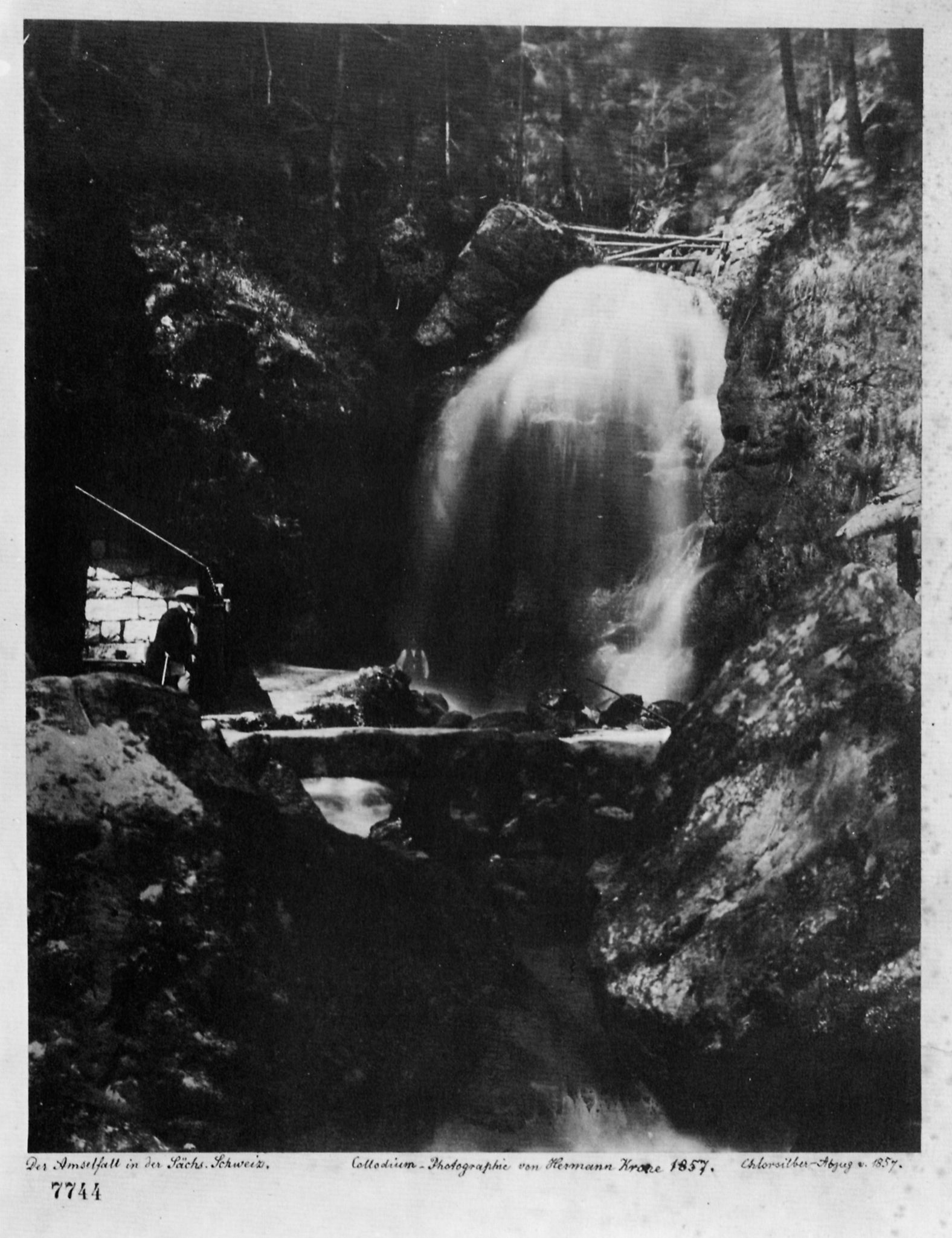
Fotografie des Amselfalls von Hermann Krone aus dem Jahr 1857
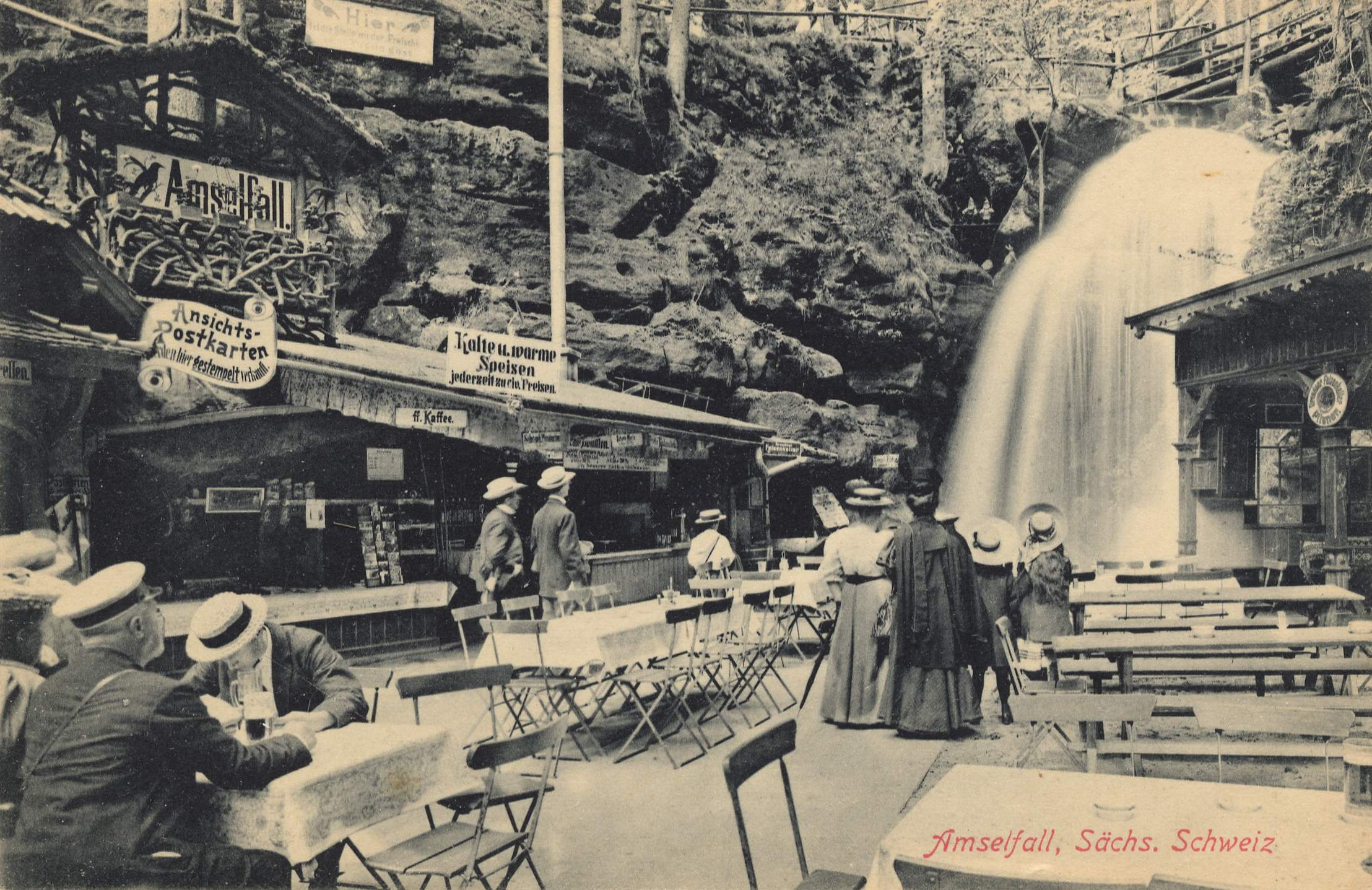
Der Amselfall und die Baulichkeiten um 1900, oben links die Inschrift Hier ist die Stelle wo der Freischütz seine Kugeln goss
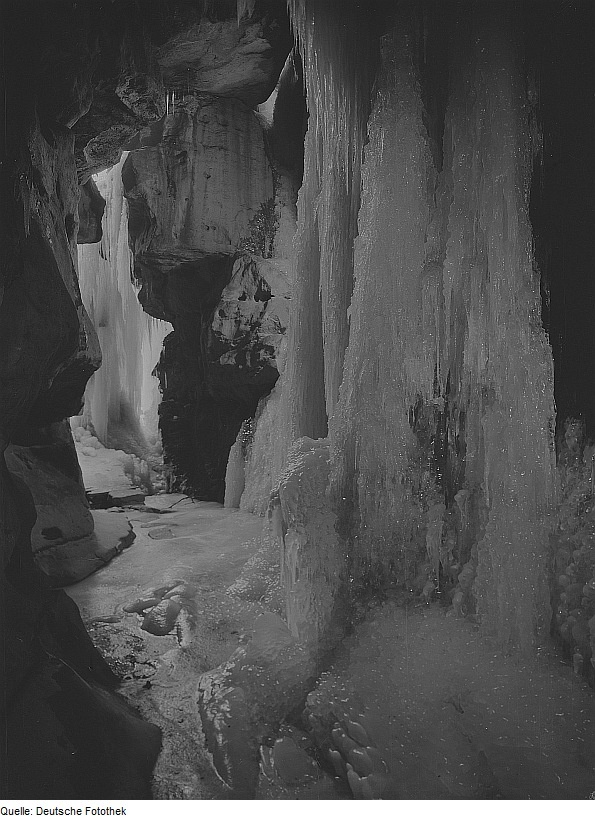
Winterliche Vereisung in der Amselfallhöhle um 1965
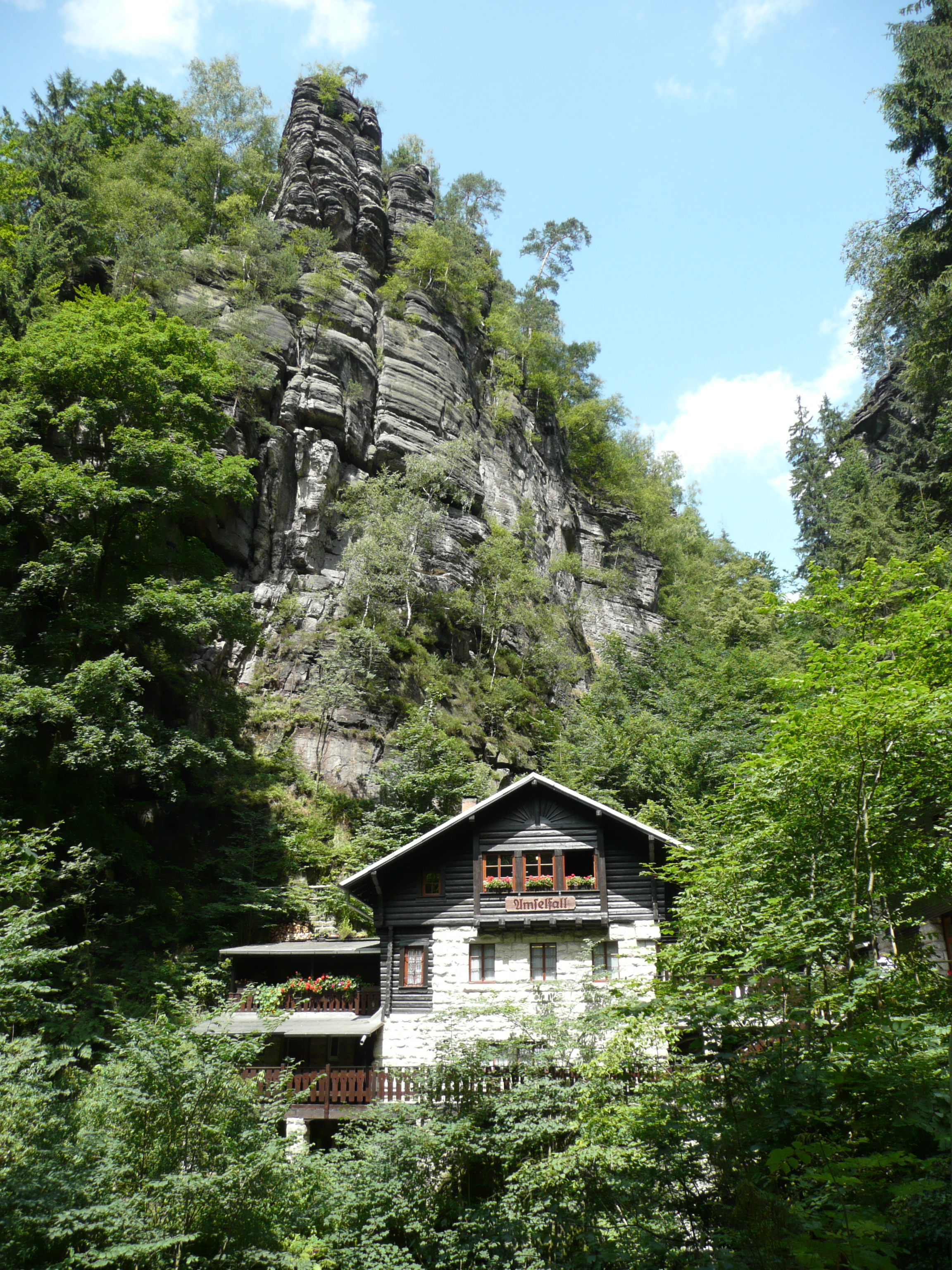
Amselfallbaude (2008)
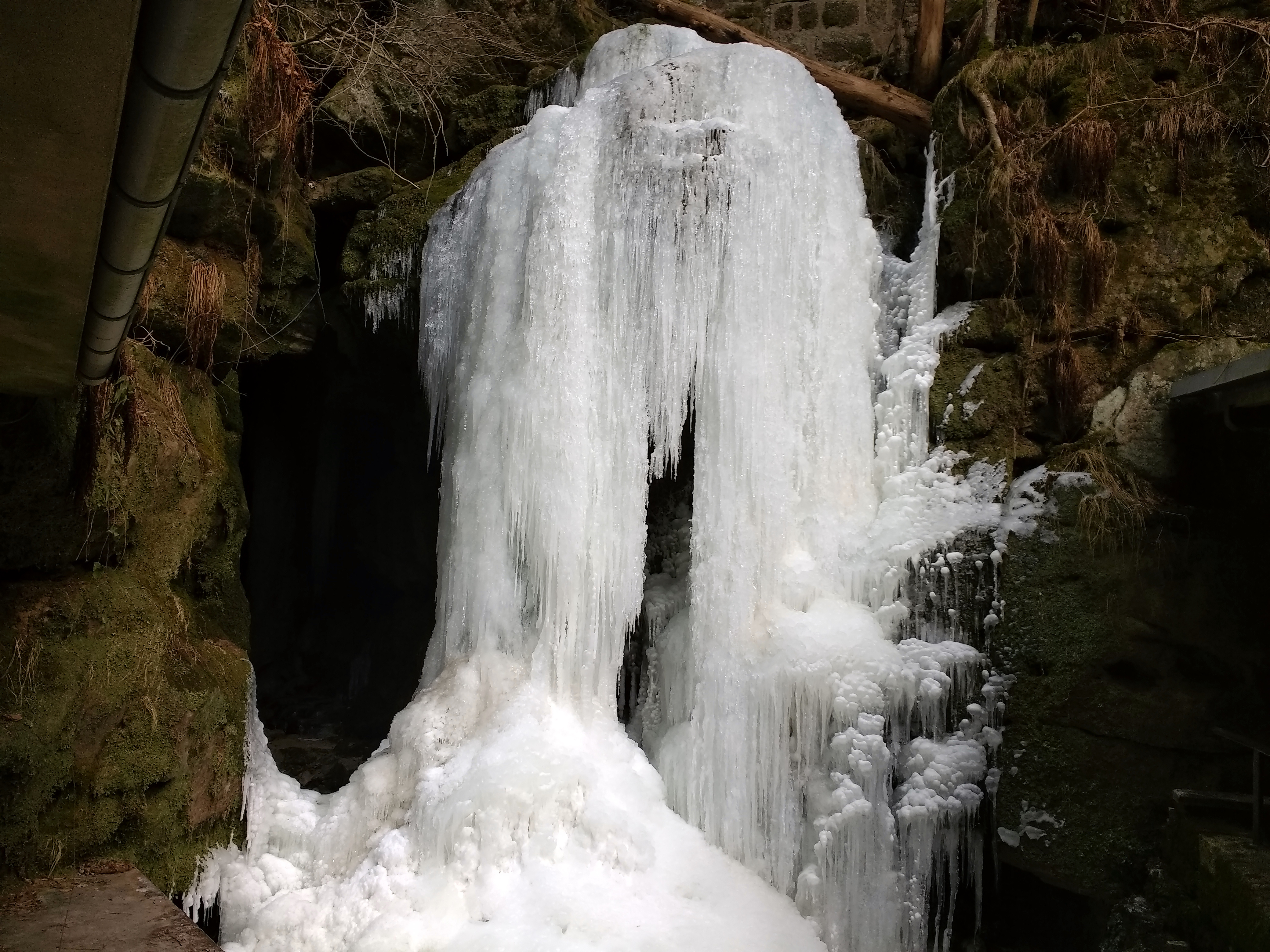
gefrorener Amselfall am 3. März 2018 vor der Amselfallhöhle
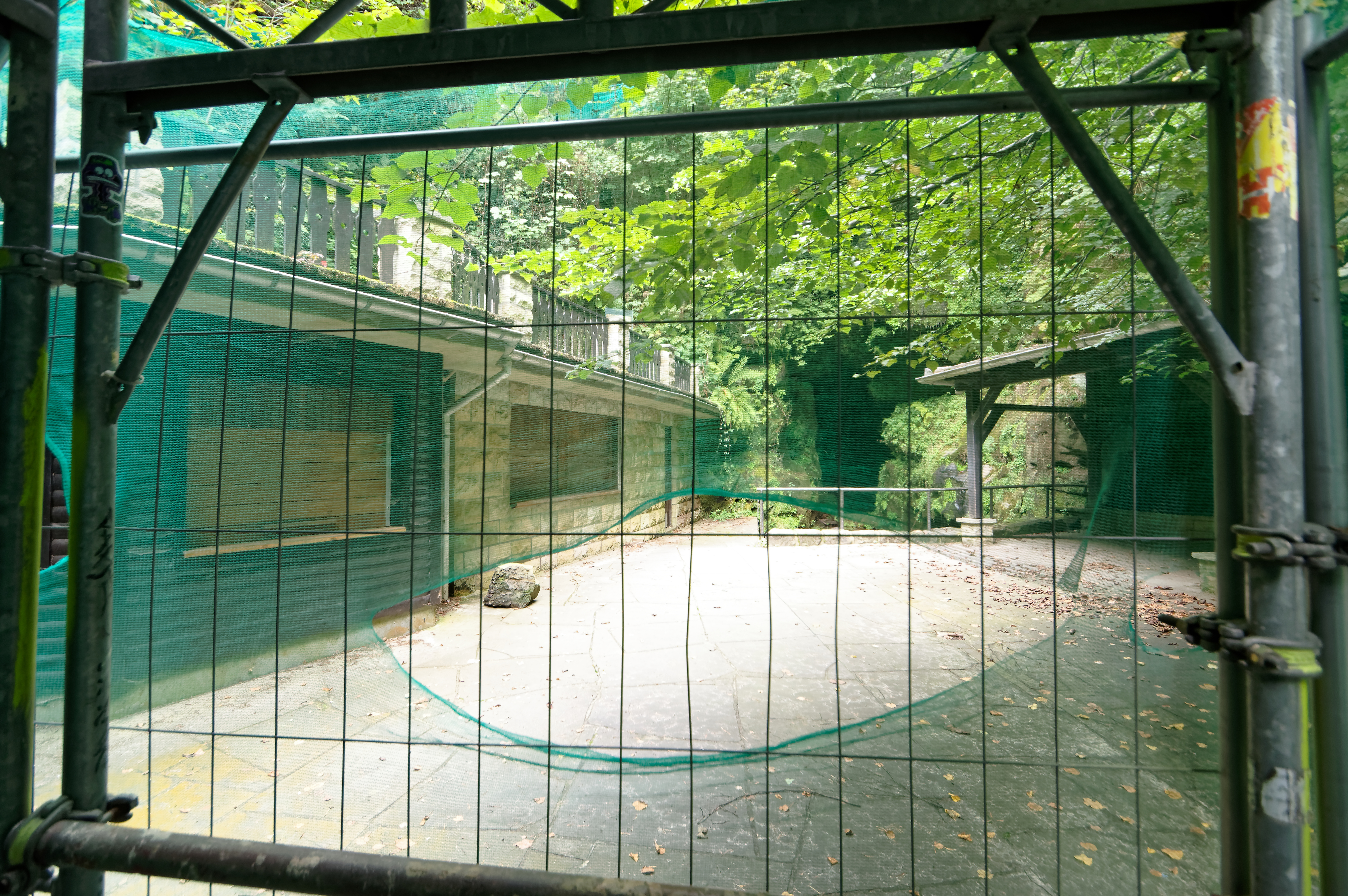
Sicherheitsabsperrung an der Amselfallbaude, Zustands September 2019